# La tentazione del signor Smith
La tentazione del signor Smith (This Happy Feeling) è un film del 1959 diretto da Blake Edwards.

## Trama
Janet Blake ha una cotta per la stella del palcoscenico in pensione Preston Mitchell. Ringiovanito dall'ardore della giovane, l'uomo decide di tornare sul palcoscenico, ma deve affrontare delle intense sfide.